# Dioscorea orientalis
Dioscorea orientalis là một loài thực vật có hoa trong họ Dioscoreaceae. Loài này được (J.Thiébaut) Caddick & Wilkin mô tả khoa học đầu tiên năm 2002.